# Ingmar Janke
Ingmar Frederik Janke (* 8. Januar 1981 in Iserlohn) ist ein ehemaliger deutscher Basketballspieler.

## Werdegang
Der Iserlohner Janke bestritt Länderspiele für die deutsche Kadetten- und Juniorennationalmannschaft. Er stand im Bundesliga-Aufgebot von Bayer Leverkusen und nahm mit der Mannschaft in den Spieljahren 1998/99 und 1999/2000 ebenfalls am europäischen Vereinswettbewerb Korać-Cup teil.
Im Sommer 2000 wurde Janke vom Bundesligisten Skyliners Frankfurt verpflichtet, für das Sammeln zusätzlicher Erfahrung erhielt der 2,07 Meter große Innenspieler ein Zweitspielrecht für den TV 1862 Langen (2. Basketball-Bundesliga). Er spielte bis 2002 in Frankfurt und in Langen. Mit der Frankfurter Mannschaft bestritt er drei Bundesliga-Spiele und auch zwei Einsätze in der EuroLeague.
2002 wechselte er in seine Heimat zurück und spielte mit TuS Iserlohn in der 2. Bundesliga. 2007 stieg der beruflich als Physiotherapeut beschäftige Janke mit der Mannschaft in die 1. Regionalliga ab. Er spielte bis 2010 in Iserlohn.